# Зайончковський Андрій Медардович
Андрій Медардович Зайончко́вський (нар. 8 (20) грудня 1862 — 22 березня 1926) — російський і радянський воєначальник, військовий історик.

## Біографія
Навчався в Орловському кадетському корпусі. У 1882 році закінчив Миколаївське інженерне училище. Випущений підпоручиком в 5-й саперний батальйон. З 1 січня 1885 призведений в поручики. У 1888 році закінчив Миколаївську академію Генерального штабу за першим розрядом. З 1 січня по 1 грудня 1890 — старший ад'ютант 1-ї гвардійської кавалерійської дивізії. Капітан (ст. 01.04.1890). З 9 грудня 1890 по 23 червня 1895 — старший ад'ютант штабу Гвардійського корпусу.
Цензове командування ротою відбував у лейб-гвардії Єгерському полку (16.10.1892-11.10.1893). Підполковник (ст. 23.06.1895). З 23 липня 1895 — штаб-офіцер для особливих доручень при штабі 1-го армійського корпусу З 28 вересня 1898 — штаб-офіцер для доручень при штабі військ Гвардії і Петербурзького військового округу. Полковник (ст. 18.04.1899). З 3 квітня 1900 — штаб-офіцер для особливих доручень при головнокомандувачі війсь Гвардії і Петербурзького військового округу.
Цензове командування батальйоном відбував в лейб-гвардії Єгерському полку. З 21 січня 1902 — начальник штабу 2-ї гвардійської кавалерійської дивізії. З 17 серпня 1902 перебував при великому князі Михайлі Миколайовичі.
Під час російсько-японської війни — командир 85-го піхотного Виборзького полку (18.05.1904-09.03.1905). Командир 2-ї бригади 3-ї Сибірської піхотної дивізії (09.03.-07.09.1905). За бойову звитягу нагороджений золотою зброєю (1906).
З 7.9.1905 генерал для доручень при головнокомандувачі військ Гвардії і Петербурзького ВО. З 18.2.1906 командир лейб-гвардії Єгерського полку, з 10.7.1908 командир 1-ї бригади 1-ї гвардійської піхотної дивізії.
На початку Першої світової війни командував 37-ю піхотною дивізією. З 27 березня 1915 — командир 30-го армійського корпусу. З 12 серпня 1916 — командир 47-го армійського корпусу. Одночасно в серпні-жовтні 1916 командував румунською Добруджанською армією, сформованою із залишків розбитої 3-ї румунської армії. З 22 жовтня 1916 — командир 18-го армійського корпусу. Генерал від інфантерії (10.04.1916; ст. 10.06.1915).
Після лютневої революції 2 квітня 1917 переведений в резерв чинів при штабі Петроградського військового округу, а 7 травня звільнений від служби з мундиром і пенсією. У 1918 вступив в РСЧА, перебував старшим діловодом Звітно-організаційного відділу Організаційного управління Всероголоввштабу, начальник штабу 13-ї армії РСЧА (1919), перебував в розпорядженні і для особливих доручень при начальнику Польового штабу РСЧА, член Особливої наради при Головкомі. У 1922-1926 професор Військової академії ім. М. В. Фрунзе. Брав участь в операції ДПУ «Трест».
Помер в Москві. Похований на кладовищі Новодівочого монастиря. Могила знаходиться поряд з могилою О. О. Брусилова.

## Нагороди

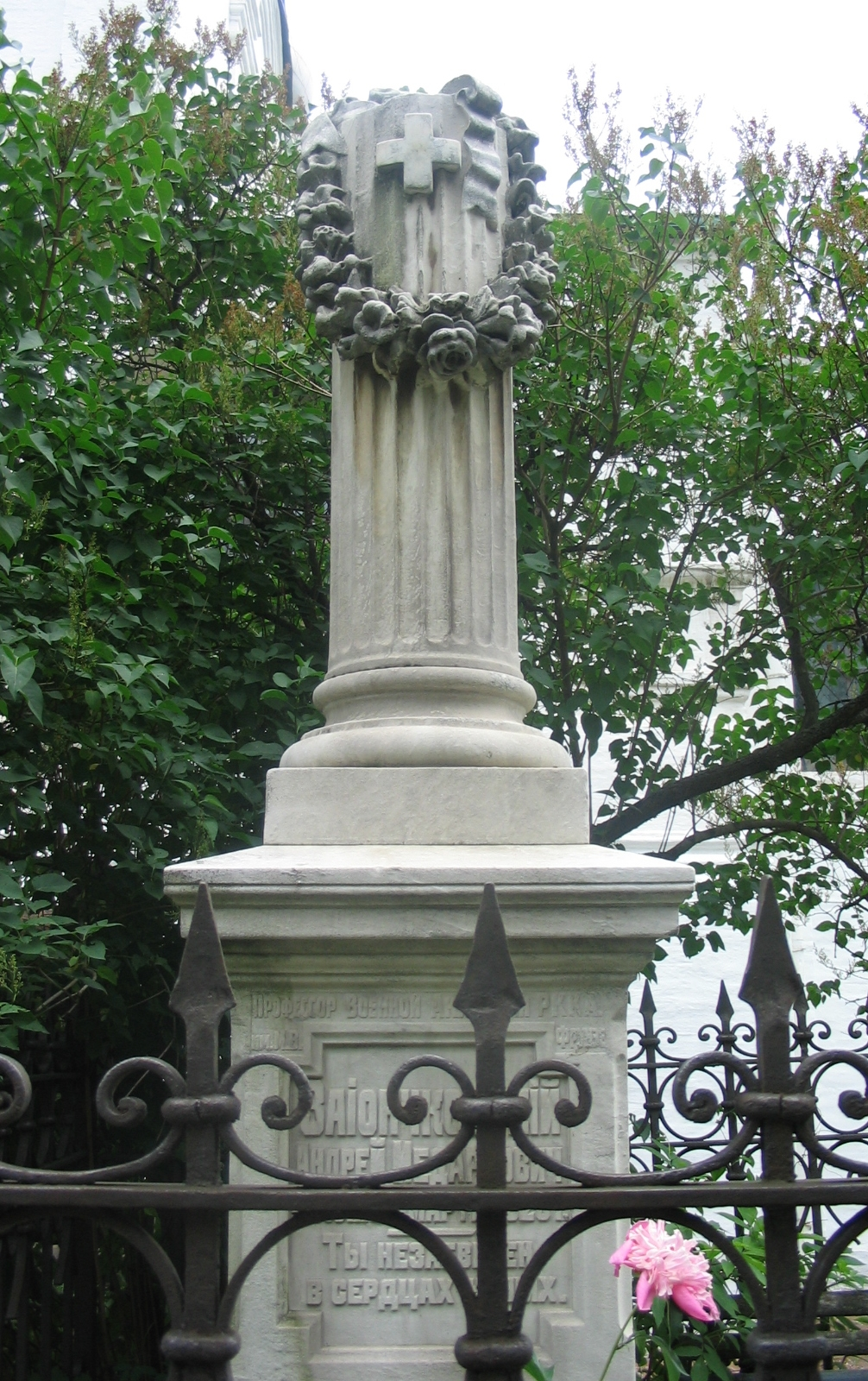
Могила А. М. Зайончковського на Новодівочому кладовищі.

- Орден Святого Станіслава 3-го ст. (1889);
- Орден Святої Анни 3-го ст. (1892);
- Орден святого Станіслава 2-го ст. (1894);
- Орден святої Анни 2-го ст. (1897);
- Імператорський орден Святого Рівноапостольного князя Володимира 4-го ст. (1901);
- Імператорський орден Святого Рівноапостольного князя Володимира 3-го ст. (1904);
- Орден святого Станіслава 1-го ст. з мечами (1905);
- мечі до ордену Св. Володимира 3-го ст. (1905);
- Золота зброя «За хоробрість» (1906);
- Орден святої Анни 1-го ст. (06.12.1909).

## Праці
- Посібник прикладної тактики (випуск 1—2, 1899—1900).
- Оборона Севастополя. Вид. 2-е. Спб., 1904
- Історичний путівник по Севастополю [Архівовано 10 липня 2009 у Wayback Machine.], СПб., 1907
- Східна війна 1853—56 рр. у зв'язку із сучасними їй політичними обставинами (тт. 1—2, 1908—1913)
- Стратегічний нарис війни 1914—1918 рр. Частина VI. Період від прориву південно-західного фронту в травні 1916 до кінця війни. (сост.). 1923.[недоступне посилання з квітня 2019]
- Стратегічний нарис війни 1914—1918 рр. Частина VII. Кампанія 1917 р. (сост.). 1923.[недоступне посилання з квітня 2019]
- Світова війна 1914—1918 рр. Москва, 1924 (2-ге вид. — Воениздат. 1923, 3-є вид. — Воениздат. 1938—1939).
- Підготовка Росії до імперіалістичної війни: Плани війни. Воениздат. М., 1926;
- Підготовка Росії до світової війни в міжнародних відносинах. Військова типографія штабу РСЧА. Л., 1926;
- Світова війна. Маневренний період 1914—1915 рр. на європейському театрі. М.—Л. 1929.